# Château de Melun
 (juin 2022).
Si vous disposez d'ouvrages ou d'articles de référence ou si vous connaissez des sites web de qualité traitant du thème abordé ici, merci de compléter l'article en donnant les références utiles à sa vérifiabilité et en les liant à la section « Notes et références ».
Le château royal de Melun est une ancienne résidence des rois de France, aujourd'hui entièrement détruite, qui était située sur la pointe de l'île Saint-Étienne, à Melun, dans l'actuel département de la Seine-et-Marne, en région Île-de-France.
Les premiers Capétiens résident souvent à Melun, qui devient l'une des résidences ordinaires des rois successifs, et ce jusqu'au XVe siècle. Délaissé par la suite, les derniers vestiges du châteaux disparaîtront définitivement vers 1833.

## Description
Le château était ceint de murs hauts de 6 mètres, qui dessinaient deux polygones. Un quadrilatère cantonné de 5 tours de 13 mètres de haut, était ouvert à l'est sur la ville par une porte-châtelet. Côté ouest, un triangle épousait la pointe de l'île et était occupée par le donjon. Des fossés encadraient la forteresse. La cour orientale renfermait le logis royal.
Sous Philippe Auguste, une tour située à la pointe occidentale, appelée tour de César, fut ajoutée. Typique de l'architecture philippienne, son diamètre extérieur de 6,51 m, son petit escalier à vis logé dans l’épaisseur des murs, rappelle en effet d’autres constructions de l'époque comme le donjon de Montlhéry. Les documents iconographiques de l’époque moderne la présente sans aucune couverture, surmontée seulement de créneaux situés sur des mâchicoulis.

## Historique

### Melun, fief royal
Depuis le IVe siècle, l’île Saint-Étienne forme un castrum défendu par une fortification. Si le château proprement dit n’apparaît clairement dans les textes que sous les premiers capétiens (comme pour Étampes et Poissy), des historiens comme Carlrichard Brühl et Alain Erlande-Brandenburg supposent l’existence d’un palais antique et carolingien.
À la fin du Xe siècle, Melun devient un enjeu de rivalités entre le roi et le comte de Champagne : en 991, le comte Eudes s’empare de la ville, qu’Hugues Capet avait confiée à son fidèle Bouchard le Vénérable. Le roi, aidé de son fils Robert, du comte d’Anjou Foulques Nerra et du duc de Normandie Richard Ier, la lui reprend. La ville de Melun est ainsi rattachée au domaine royal en 1016, à la mort de Renaud de Vendôme. Dès lors, la ville est tenue directement dans la main du roi, ou parfois, attribuée en douaire à la reine.

### Résidence royale
À la fin du XIe siècle, le premier complexe castral laisse place à un « palais neuf ». Une chapelle est attestée en 1165 par une mention de dédicace en l'honneur de Notre-Dame et de saint Vincent.
Les premiers Capétiens séjournent volontiers dans cette place stratégique. Robert II y meurt en 1031, et sa veuve la reine Constance d'Arles en 1032. Leur fils Henri Ier en fait sa demeure principale.
Jusqu'à la conquête du domaine champenois en 1285, Melun est alors (avec Étampes, Orléans et Compiègne) la principale résidence royale où sont donnés des actes souverains : un acte de Philippe Ier est ainsi donné en 1094 dans la tour de Melun, un autre en 1100 dans le palais neuf. Ce roi y meurt à son tour en 1108. Son fils Louis VI le Gros, et son petit-fils Louis VII le Jeune, y résident également. 
Au début du XIIIe siècle, le château est profondément remanié par Philippe Auguste : lors de la campagne de fortification de la ville, le chantier du château est confié à Garnier, qui pour 1 700 livres, entoure le château d’une enceinte de pierre qui s’ouvrait d’une porte à l’est.
La reine Blanche de Castille, épouse de Louis VIII le Lion, et mère de Louis IX, qui se plaisait beaucoup à Melun, y meurt le 27 novembre 1252. En 1255, la ville fut le lieu de réjouissance des noces de Thibaut II de Navarre avec Isabelle, fille de Louis IX.
Sous les premiers Valois, Philippe VI y célèbre encore les noces de son fils ainé, Jean, alors duc de Normandie, avec Bonne de Luxembourg, la fille du roi de Bohême, Jean Ier. Charles V y mènera également des travaux en 1360-1361 et y déposera une partie du trésor. En 1390, son successeur Charles VI avait « en son chastel de Meleun, ou baz estage de la tour, ou coffre qui y est (…) » l’équivalent de 100 000 francs.

### Déclin du château
Melun demeure ainsi une résidence royale de second ordre jusqu'au XVe siècle. Mais après la guerre de Cent Ans, le roi n'y séjourne plus guère : le château devient une garnison et une prison (ce qu'il était déjà occasionnellement, puisque sous Philippe le Bel, les templiers de Melun et des alentours y avaient été enfermés). Parmi les prisonniers de marque incarcérés à Melun, on trouve le duc Jean d’Alençon en 1456, l’amiral de Brion en 1539, François de Coligny en 1558, etc.

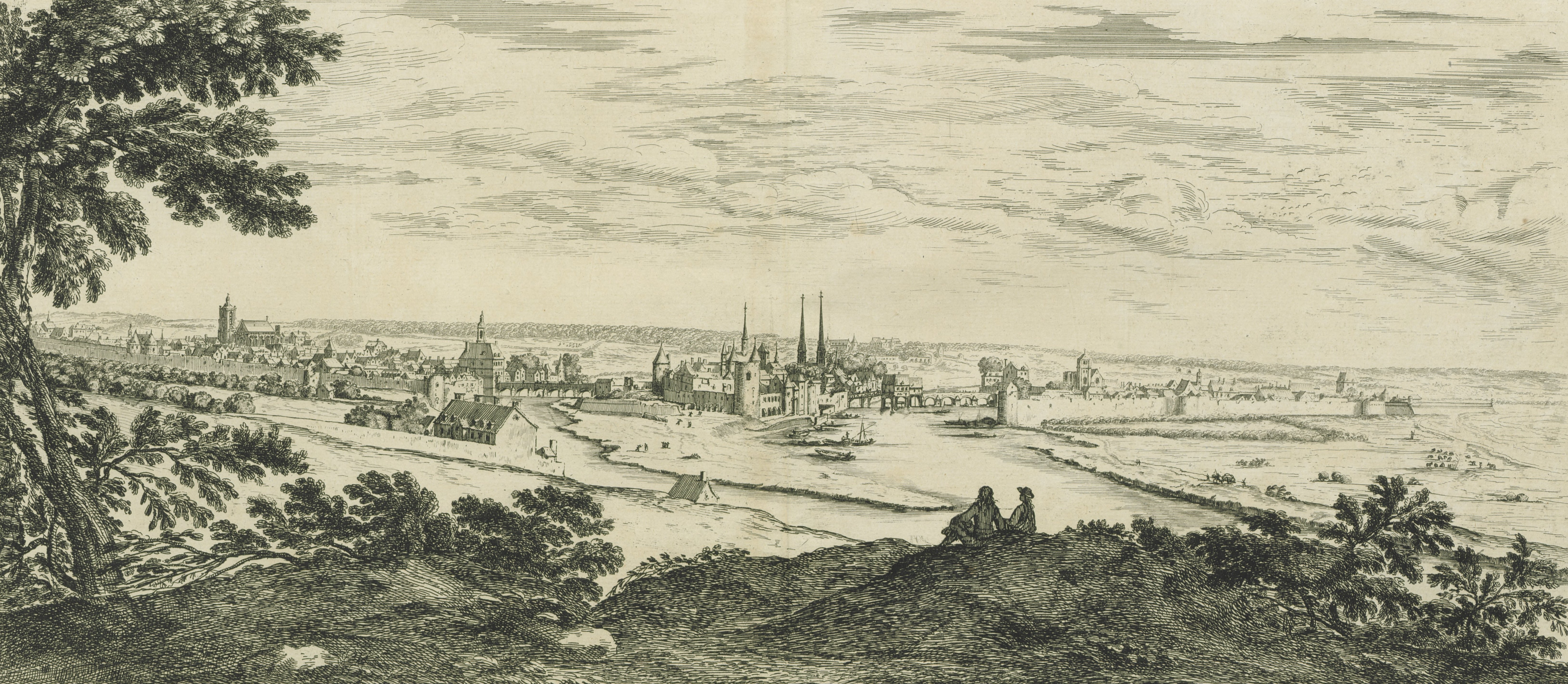
Vue de Melun en 1650 par Israël Silvestre, montrant le château dans son état du XVIIe siècle.

L'édifice est délaissé à partir du XVIIe siècle. La ruine des tours (signalée dès 1639) et les destructions dues à l’explosion d’un magasin à poudre (1647) provoquent la levée en 1660 d’un impôt de 40 000 livres sur la généralité de Paris, consacré entre autres aux réparations au château. Cependant, les destructions se poursuivent : en 1674 et en 1692, deux tours sont détruites par un incendie. Le château devient une carrière de pierres : en 1689, les capucins en prélèvent pour la construction des piliers de leur cloître et en 1692 des pierres sont employées pour réparer la porte de Bierre. 
Au XVIIIe siècle, le château est cédé à la municipalité pour y installer une caserne. Ce projet restant sans suite, les vestiges du logis royal sont loués aux fermiers des coches d'eau en 1743, tandis que l'aménagement du port entraîne le remblaiement des fossés et la démolition des fortifications.
Les derniers éléments de l'édifice sont détruits dans les années 1830. Seul le soubassement d'une tour marque encore le site occupé par le château jusqu'au début du XXe siècle. De nos jours, plus aucune trace ne subsiste de l'ancien château de Melun, en dehors d'une citerne incluse dans une propriété privée.